# Fryksdalsdansen 92
Fryksdalsdansen 92 é uma coletânea musical de 1992 da banda de dance Fryksdalsdansen.

## Lista de faixas
- 1. På kärlekens vingar / Max Rogers (Rolf Karlsson)
- 2. Happy birthday sweet sixteen / Anne Kihlströms orkester
- 3. Du gör mej galen / Hectors (Ronny Gustavsson)
- 4. And I know / Hip Cats (M.Andersson/L.Malmström)
- 5. Det känns så skönt / Kentahz (Live) (B.Andersson/J.Jennehed)
- 6. Ett liv tillsammans / Johnny Sandins (P.Pettersson-C.Kindbom)
- 7. Den röda stugan / Cool Candys (Trad/Text: L.Olsson)
- 8. Vi två tillsammans / Kellys (G.Werner/J.Ingeström)
- 9. Kung i stan / Arvingarna (E.Maresca/B.Engstrand)
- 10.Varma sköna sommardag / Kickis (Kristiansson/Afberg/Keith Almgren)
- 11.Låt nu dina drömmar få leva / Micke Ahlgrens (M.Klaman-K.Almgren)
- 12.Tycker om dej / Nonstop (R.Ciano/P.Erietti/Sanjust/B.Underberg)
- 13.För alltid din / Rolf Hulphers (P.Grundström)
- 14.Good luck charm / Sea Stars (A.Schroeder/W.Gold)
- 15.Kung kärlek / Lasse Norins (P.O.Ståhlknapp)
- 16.Ängel i natt / Hobsons (C.de Rouge/G.Mende/J.Ruch/N.S.Appelgate/E.Andersson)